# Ivăncești
Ivăncești – wieś w Rumunii, w okręgu Vrancea, w gminie Bolotești. W 2011 roku liczyła 480
mieszkańców.